# Solar Decathlon India
Der Solar Decathlon India wurde 2020 ins Leben gerufen. Folgend dem Konzept des ersten Solar Decathlon in den USA ist der SDI ein technisch-interdisziplinärer Wettbewerb, bei dem Studententeams jeweils ein Haus entwerfen und bauen, dessen Energiebedarf allein durch Sonnenenergie gedeckt wird. Im Unterschied zum Konzept des Ursprungswettbewerbs und Folgeformaten wie den Solar Decathlons in Europa oder China richtet sich der indische Solar Decathlon nur an Institutionen in Indien. 
Unterstützt wird der Solar Decathlon India durch das Indian Institute for Human Settlements (IIHS) und der Alliance for an Energy Efficiency Economy (AEEE), die Leitung hat das Indo-U.S. Science and Technology Forum (IUSSTF) inne.

## Wettbewerb
Die Teams beim SDI wählen eine von vier verschiedenen Gebäudeklassen aus, in der sie ihr Projekt erstellen:    
- Mehrfamilienhäuser
- Bildungsgebäude
- Bürogebäude
- Resiliente Gemeinschaftsunterkunft

Die zehn Wettbewerbskategorien wurden ebenfalls modifiziert und beinhalten die Bewertung der zehn Teildisziplinen
- Energiebilanz
- Wasserverbrauch
- Widerstandsfähigkeit
- Erschwinglichkeit
- Umweltqualität und Komfort
- Skalierbarkeit und Marktpotenzial
- Architektonische Gestaltung
- Technische Planung und Betrieb
- Innovation
- Präsentation

## Solar Decathlon India 2020/21
Im ersten Solar Decathlon India nahmen insgesamt 103 Bildungseinrichtungen teil. Für die vier Gebäudekategorien wurden jeweils sechs Finalisten ausgewählt.

## Gewinner
Grand Winner: Team Archons (School of Planning and Architecture, New Delhi)
Kategorie Einfamilienhaus: Team Skanders family (School of Planning and Architecture, New Delhi)
Kategorie Schulgebäude: Team Archons (School of Planning and Architecture, New Delhi)
Kategorie Bürogebäude: Team Sparikam (Rachana Sansad’s Academy of Architecture, Mumbai)
Kategorie Resiliente Gemeinschaftsunterkunft: Team Stellar (School of Planning and Architecture, New Delhi)